# Classe Nairana

La classe Nairana est une classe de porte-avions d'escorte construite pour la Royal Navy durant la Seconde Guerre mondiale. 

## Historique
Convertis à partir de navires marchands, les trois navires de la classe sont capables d'emporter de 15 à 20 avions. Ils participeront à de nombreux convois jusqu'à la fin de la guerre, leurs Fairey Swordfish coulant de nombreux U-Boote[réf. nécessaire].
En 1946, la marine royale néerlandaise reçoit de la Royal Navy le HMS Nairana qu’elle renomme HNLMS Karel Doorman (QH1). Le bâtiment est rendu aux Britanniques en 1948.

## Navires
La classe Nairana comprend trois navires :
- HMS Nairana
- HMS Vindex
- HMS Campania

## Conception
La classe Nairana est conçue grâce aux enseignements de la conversion du HMS Activity. Le premier prototype est construit par le chantier John Brown, qui fournit ensuite les plans pour les sister-ships.